# Test de vocabulaire de Binois et Pichot
Le test de vocabulaire de Binois et Pichot est un test de vocabulaire qui peut être employé pour mesurer l'intelligence. C'est un test écrit qui se compose de quarante-quatre items donc chacun comporte un mot-stimulus et de six autres mots, parmi lesquels le sujet doit désigner, en le soulignant, celui qui est le synonyme du mot-stimulus.
Il a une grande utilité dans l'investigation psychométrique en psychiatrie adulte ; autrement dit, dans la contribution au diagnostic. En effet, comme pratiquement tous les tests de vocabulaire, celui-ci fournit une estimation du niveau de l'efficience intellectuelle maximum qu'a atteint le sujet testé. Or dans le cadre psychiatrique, l'examen psychométrique (où est inclus un test de vocabulaire), vise à appréhender une éventuelle baisse de cette efficience. Le résultat à ce test peut donc être pris comme estimation de l'efficience avant les troubles psychiques actuels à laquelle on comparera l'efficience actuelle du sujet, estimée, elle, par des tests de facteur G (D 48, PM 38, etc.)[voc. = tests "qui tiennent", tests de facteur G = tests "qui ne tiennent pas" avec l'âge, la maladie, le trac, le stress.
On part toujours de "l'hypothèse nulle" (l'efficience n'est pas atteinte, à savoir : l'écart entre ces deux résultats reste dans les limites du hasard). On évalue donc la fréquence de l'écart trouvé à l'aide de tables statistiques ; si cet écart atteint un seuil défini (par convention, en général 5 %), on le considérera comme pathologique avec un risque d'erreur (faux positif) de 5 %.
(Le raisonnement : la table statistique (courbe normale réduite) me dit qu'un écart d'une telle ampleur ne peut advenir que dans 5 % [ou moins] des cas par le seul fait du hasard, alors je prends le risque de le considérer pathologique ; ce risque de me tromper étant de 5 % [ou moins].)
À ce point, étant supposé qu'on constate une baisse pathologique de l'efficience, on n'en est, en effet, qu'au niveau du constat. À soi seul, ceci ne nous permet en rien d'avancer quelque chose quant aux causes de cette baisse ; pour ce faire il faudra poursuivre l'investigation avec d'autres épreuves.